# بیلی‌روبین
بیلی‌روبین (به انگلیسی: (Bilirubin (BR) یکی از پیگمان‌های زردرنگ صفراوی است که از شکست و تجزیهٔ طبیعی هموگلوبین حاصل می‌شود و عامل رنگ زرد ادرار و رنگ قهوه‌ای مدفوع است. گلبولهای قرمز پس از طی عمر ۱۲۰روزهٔ خود در طحال، توسط ماکروفاژهای طحالی تخریب می‌شوند. هموگلوبینِ موجود در گلبولهای قرمز پس از تخریب اریتروسیتها آزاد و به یک «هِم» (heme) و اسید آمینه تجزیه می‌شوند.

## ساختار شیمیایی
بیلی‌روبین شامل زنجیره‌ای باز از چهار پیرول حلقه‌مانند (تتراپیرول) است. در هِم،این چهار حلقه به یک حلقهٔ بزرگ متصل می‌شود که حلقهٔ پورفیرین نامیده می‌شود.
بیلی‌روبین بسیار شبیه به رنگ‌دانه یا پیگمنتی به‌نام فیکوبیلین (phycobilin) است که توسط برخی از جلبک‌ها برای جذب انرژی نور استفاده می‌شود و حاوی یک زنجیره باز از چهار حلقه پیرولیک می‌باشد.
از این پدیده ایزومری شدن در برابر نور امروزه استفاده‌های بسیاری می‌شود. از کاربردهای این پدیده می‌توان به فتوتراپی(درمان توسط نور) در زردی نوزادان اشاره نمود.
بیلیروبین دارای ایزومرهایی ازجمله Z و Y و نیز Z-Z می‌باشد.

## انواع بیلیروبین
بیلی‌روبین توسط فعالیت بیلی‌وردین ردوکتاز بر روی بیلی‌وردین که رنگ‌دانه یا پیگمنتی سبزرنگ حاصل از کاتابولیزم هم است٬ حاصل می‌گردد.

### بیلی روبین غیر مستقیم (آزاد یا غیرکنژوگه)
اریتروسیتها (سلول‌های قرمز خون) که در مغز استخوان تولید می‌شوند پس از طی عمر یا آسیب دیدگی٬ در طحال دفع و تخلیه شده و هموگلوبین این سلول‌ها به هم و گلوبین (که به اسید آمینه برگشت می‌شود)شکسته می‌شوند.
حلقه هم در سلول‌های رتیکولواندوتلیال درطحال به بیلی روبین غیرمستقیم تبدیل می‌شود. این بیلی‌روبین آزاد است و به هیچ ماده دیگری جفت و پیوند نشده و به همین دلیل غیرکنژوگه نامیده می‌شود و با توجه به پیوند هیدروژنی درون ذره‌ای در آب محلول نیست و درون ادرار دیده نمی‌شود. پس از آن به آلبومین متصل شده و به کبد فرستاده می‌شود. 

### بیلی روبین مستقیم (کنژوگه)
بیلیروبین غیر مستقیم حمل شده توسط آلبومین بدرون کبد٬ توسط آنزیم گلوکورونیل ترانسفراز با اسید گلوکورونیک جفت (کنژوگه) شده که در این مرحله قابل حل در آب بوده و درون ادرار نیز می‌تواند وارد شود. مقدار زیادی از این بیلیروبین کنژوگه به صفرا رفته و به این ترتیب به روده باریک راه می‌یابد ولی در ادامه روند هضم٬ حدود ٪۹۵ آن توسط خود روده باریک٬ باز جذب می‌شود و طی چرخه انتروهپاتیک به کبد بازمی‌گردد و در آنجا تجزیه میشود.
بیلیروبین دلتا (بیلی پروتئین): همان بیلیروبین کنژوگه متصل به آلبومین با پیوند کووالان می‌باشد و امکان دفع آن توسط کلیه کاهش یافته و در نتیجه عامل دوام زردی در بیماران مبتلا به یرقان کبدی یا کلاستاز می‌باشد.

## هیپر بیلیروبینمی
هیپر بیلی روبینمی غیر مستقیم: در این حالت بیلی روبین غیرکنژوگه افزایش می‌یابد. افزایش بیلی روبین غیرکنژوگه در موارد زیر اتفاق می‌افتد:
- زردی نوزادان
- نشانگان ژیلبرت
- کم‌خونی همولیتیک
- نشانگان کریگلر نجار

هیپر بیلی روبینمی کنژوگه: در این حالت که معمولاً به‌دنبال بیماری‌های کبدی و صفراوی اتفاق می افتد میزان بیلی روبین کنژوگه افزایش میابد. از جمله مواردی که باعث افزایش این فرم بیلی روبین می‌شود عبارتند از:
- بیماری‌های کبدی شامل سیروز کبدی، تومور یا آبسه کبد، انسداد داخل کبدی و هپاتیت
- سندرم‌های مادرزادی روتور و دوبین جانسون

## مقادیر طبیعی
برای بیلی‌روبین مقادیر طبیعی گوناگونی گزارش شده‌است که در ادامه به یکی از آن‌ها اشاره می‌شود.
|                  | μmol/L   | mg/dL                   |
| بیلی‌روبین کل     | 5.1–17.0 | 0.2-1.9 0.3–1.0 0.1-1.2 |
| بیلی‌روبین مستقیم | 1.0–5.1  | 0-0.3 0.1–0.3 0.1-0.4   |